# Aux héros de la voltige
Albums de Jacques Higelin
Higelin Le Rex
(1992) Higelin pour tout le monde
(1997)
Aux héros de la voltige est le douzième album studio de Jacques Higelin, paru le 21 septembre 1994.

## Chansons
| No | Titre                           | Durée      |
| -- | ------------------------------- | ---------- |
| 1. | Le berceau de la vie            | 4 min 33 s |
| 2. | Électrocardiogramme plat        | 4 min 07 s |
| 3. | Sur la grande roue              | 4 min 18 s |
| 4. | Hot chaud                       | 4 min 44 s |
| 5. | Le dragon le tigre et la geisha | 4 min 06 s |
| 6. | Trou noir                       | 4 min 00 s |
| 7. | Adolescent                      | 3 min 42 s |
| 8. | Le naïf haïtien                 | 4 min 30 s |
| 9. | Aux héros de la voltige         | 4 min 43 s |

## Crédits
- Réalisation : Michel Pagliaro et Francis Lassus.
- Paroles et musiques de J. Higelin, sauf Électrocardiogramme plat et Aux héros de la voltige (Higelin-Higelin/Pagliaro) et Hot Chaud (Higelin/Higelin-Pagliaro-Lassus).

## Musiciens
- Jacques Higelin : voix, guitares, piano, clavecin
- Francis Lassus : synthétiseurs, percussions, accordéon, berimbau.
- Michel Pagliaro : guitares électriques
- Richard Bona : basse, contrebasse, basse synthétique
- David Salkin : batterie
- Loy Ehrlich : guembri
- Sébastien Cortella : claviers
- Didier Malherbe : ocarina, clarinette basse, flûte
- Jackie Micaëlli : chant sur Adolescent.
- Sylvain Luc : guitares, basse sur Le Berceau De La Vie
- Jean-Marie Ecay: guitares sur Electrocardiogramme plat